# Régiment Semionovski
Le régiment Semionovsky (en russe : Семёновский лейб-гвардии полк), était avec le régiment Préobrajensky le  régiment d'infanterie le plus ancien de la Garde impériale russe.
Dissous en 1918, son nom est repris depuis avril 2013 par le 1er régiment séparé de fusiliers Semionovsky (1-й отдельный стрелковый Семёновский полк).

## Historique du Régiment Semionovsky
Ce régiment fut fondé par l'empereur Pierre le Grand en 1687. Il doit son nom au village de Semionovskoïe, situé à l’est de Moscou. Ce régiment est l’héritier du régiment Petrov, formé en 1683,  par le tsar Alexis Ier pour les divertissements guerriers de son fils Pierre Alexeïevitch de Russie, alors âgé de onze ans. Cette petite troupe armée se composait alors d’une cinquantaine de jeunes boyards et de courtisans et était stationnée dans le village de Preobrajenskoïe. Mais très vite de nouveaux jeunes gens vinrent grossir les rangs de cette joyeuse troupe, une partie fut donc transférée au village de Semionosvskoïe. De jeunes enfants issus de la grande noblesse russe de l’époque composaient l’entourage du jeune Pierre Alexeïevitch de Russie :  les Dolgoroukov, Galitzine, Cheremetiev, Pozorovski, Repnine, Boutourline, Narychkine, Tolstoï et bien d’autres.  
En 1687, cette troupe armée stationnée au village de Semionovskoïe prit le nom de Régiment Semionovsky.
Ce fut au cours de la campagne d’Azov (1695) que le régiment Semionovsky reçut son baptême du feu.
En 1698, le Régiment Semionovsky se composait de trois bataillons, auxquels il faut ajouter deux compagnies militaires distinctes composées de bombardiers (en service sur les mortiers, les obusiers) et des grenadiers.
En 1800, sur ordre de Paul Ier de Russie, le Régiment Semionovsky fut débaptisé et reçut le nom de Régiment de la Garde de Sa Majesté Impériale Alexandre Pavlovitch. Mais en 1801, Alexandre Ier le restaura dans son ancien nom. 

### Grande Guerre du Nord

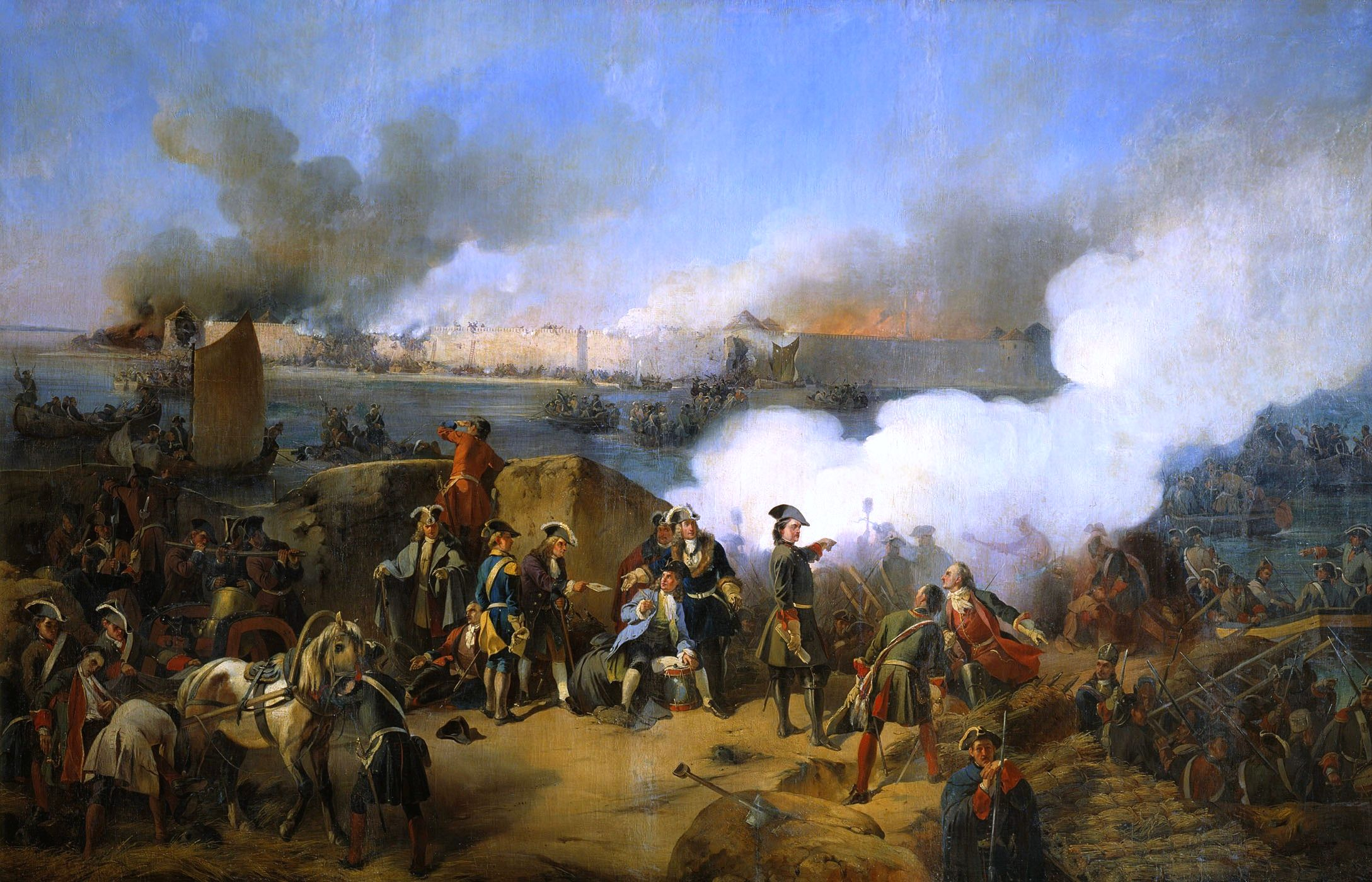
Prise de la forteresse de Noteborg, d’après une œuvre du peintre russe Alexandre Evstafievitch Kotzebue.

Le 22 mars 1700, à l’occasion de la prise de la forteresse de Narva, ce régiment prit le nom de Régiment de la Garde Semionovsky. Après cette bataille, alors que certains officiers russes se constituèrent prisonniers, les Régiments Semionovsky et le 8e Régiment de Grenadiers Moskovski placés sous le commandement du général Bader continuèrent le combat.
En 1702, le Régiment Semionovsky se distingua à la prise de la forteresse de Noteborg, en récompense, chaque soldat ayant participé à cette victoire sur les troupes suédoises reçut une médaille d’argent.
Le 28 septembre 1708, le régiment et le Corps volant russe s’illustrèrent à la bataille de Lesnaya.
Le 8 juillet 1709, ce régiment d’infanterie de la Garde fut engagé à la bataille de Poltava.

### Prise d’Otchakov
En 1788, au cours de l’assaut mené contre la forteresse d’Otchakov, Sergueï Vassilievitch Nepeïtsyne fut grièvement blessé à la jambe et fut amputé sous le genou. Cette blessure devait en toute logique mettre un terme à sa carrière militaire, mais il rencontra le remarquable ingénieur et inventeur russe Ivan Petrovitch Koulibine (1735-1818). Celui-ci conçut et fabriqua une jambe artificielle pour Sergueï Nepeïtsyne. Sa force de caractère, sa persévérance lui permirent de rester en service dans l’Armée impériale de Russie jusqu’à sa retraite. Au cours de la Guerre patriotique, il reprit du service. Il s’illustra à la bataille de Kliastitsy. Puis à la tête d’un détachement de cavalerie formé de Cosaques et de dragons, il harcela les troupes françaises, tuant les traînards, ôtant à l’ennemi son fourrage, ses vivres, coupant toute communication. Pour ces faits de guerre, il reçut l’ordre de Saint-Georges (4e classe). Alexandre Ier fut informé de la vaillance de ce soldat infirme et pour le récompenser de sa bravoure, l’empereur ordonna son transfert au prestigieux Régiment Semionovsky. Le valeureux Nepeïtsyne continua la guerre au sein de ce régiment

### Guerres napoléoniennes

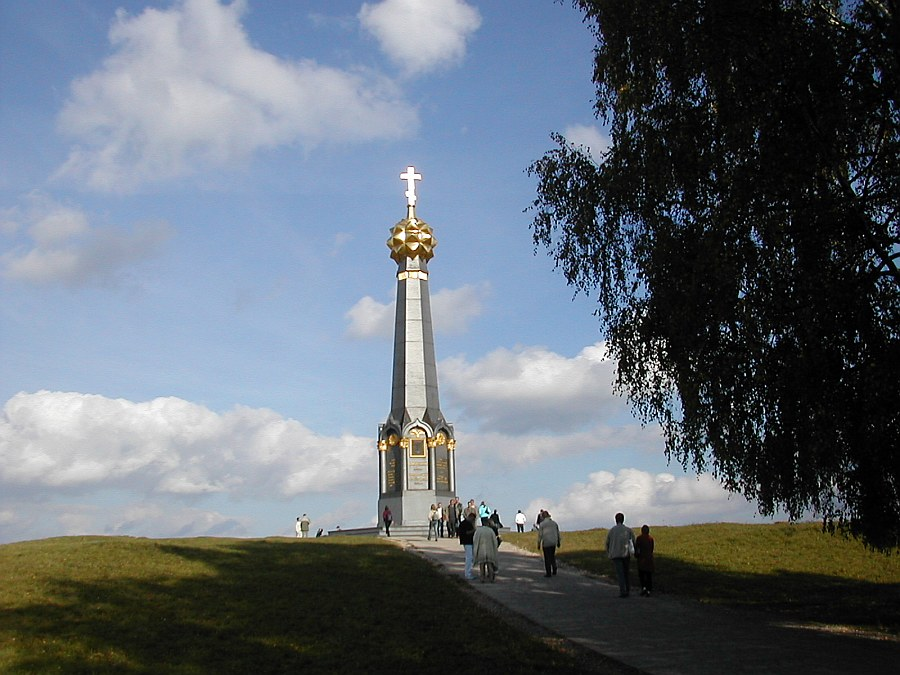
Monument érigé en mémoire de la bataille de Borodino

Au cours de la Guerre de la Quatrième Coalition, les troupes du Régiment Semionovsky s’illustrèrent aux batailles de Guttstadt, d'Altenkirchen et à la bataille de Friedland. 
Pendant la Guerre patriotique de 1812, les trois bataillons du Régiment Semionovsky firent partie de la 1re Brigade de la division d’infanterie de la Garde (5e Corps d’infanterie). Au cours de la bataille de la Moskova (bataille de Borodino pour les Russes), ce régiment de la Garde fut mis en réserve. Après la prise de la redoute Rajewski par les troupes de la Grande Armée, les soldats du Régiment Semionovsky repoussèrent les attaques de la cavalerie lourde française menées sur le centre de la position russe par le maréchal Joachim Murat. Dans ces contre-attaques, on déplora la mort de 120 soldats du Régiment Semionovsky.
Au cours de la Guerre de la Sixième Coalition, le Régiment Semionovsky fut engagé dans les batailles de Lützen, Bautzen, Kulm et la Bataille de Leipzig.
Au cours de la Campagne de France (1814), il prit part à la prise de Paris.

### Mutinerie du Régiment Semionovsky

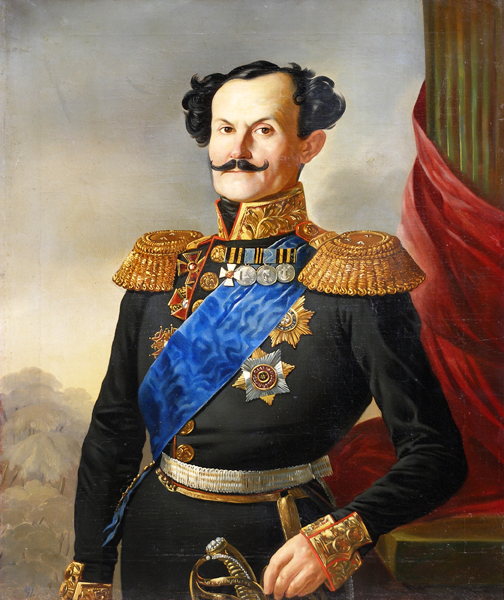
Portrait du général Grigori Iefimovitch Schwartz

En 1820 survint ce que l’on nomma en Russie l’Histoire de Semionovsky  - Семеновская история 1820. Mécontents de la nouvelle nomination du général Grigori Iefimovitch Schwarz (1791-1822), à la tête du régiment Semionovsky, militaire connu pour sa rigueur excessive, certains soldats se réunirent dans la soirée du 16 octobre 1820. Après délibération, ceux-ci refusèrent de monter la garde. L’arrivée du commandant de la Compagnie ne leur fit pas changer d’avis. Entourés par deux compagnies du Régiment de la Garde Pavlovski, ils furent emmenés manu militari et emprisonnés dans la forteresse Pierre-et-Paul. Les soldats du régiment manifestèrent leur solidarité envers leurs camarades mis en état d’arrestation. Ceux-ci exigèrent leur libération ou la mise en détention de tout le régiment. L’administration militaire opta pour la seconde solution. Désarmé, escorté par des Cosaques, le Régiment Semionovsky fut conduit à la forteresse Pierre-et-Paul. 
Ces événements durèrent quatre jours et se déroulèrent pendant l’absence de l’empereur puisque, à cette époque, Alexandre Ier séjournait à Troppau. Le 2 novembre 1820, le tsar ordonna la dissolution du Régiment Semionovsky, les officiers, les soldats de rang subalterne furent transférés dans différents régiments de l’Armée impériale de Russie. En 1823, avec d’autres unités de la Garde, Alexandre Ier de Russie recréa ce Régiment. Le général Grigori Iefimovitch Schwarz comparut devant une cour martiale. Pour ses manières brutales et injustes, il fut accusé d’avoir provoqué les soldats du rang et renvoyé de l’armée. Quant aux soldats instigateurs de la rébellion, ils furent condamnés à recevoir le châtiment du fouet et condamnés aux travaux forcés. Cet événement secondaire annonçait l'insurrection décabriste du 14 décembre 1825 (26 décembre dans le calendrier grégorien).

### Autres conflits duXIXesiècle
Ce régiment fut également engagé dans différents conflits de la fin du XIXe siècle : Guerre russo-turque de 1828-1829, l’Insurrection de Novembre, la Guerre russo-turque de 1878-1879.

### AuXXesiècle
Le 22 janvier 1905, le Régiment Semionovsky fut impliqué dans la répression menée contre le soulèvement de la population russe contre le régime tsariste. 
En 1917, le Régiment Semionovsky se déclara partisan du nouveau régime.
En 1919, le Régiment Semionovsky se dirigea vers le nord-ouest pour rejoindre l’armée de volontaires du général Nikolaï Ioudenitch.
Par ses actions ce régiment était, pour les bolchéviques, le plus haï de toute l’Armée impériale.

### Chronologie

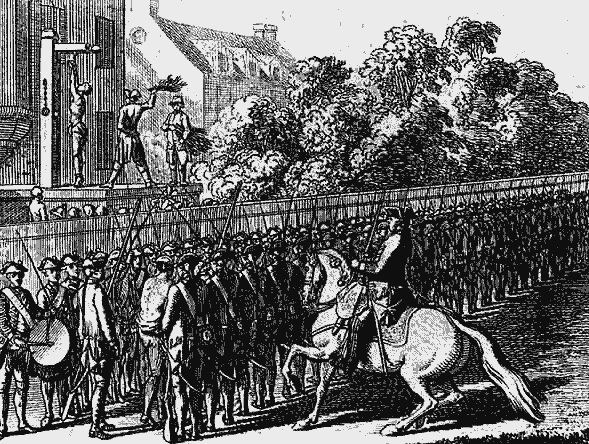
Le châtiment par le fouet

- 23 mai 1683 : Pierre Ier, empereur de Russie, lève une unité d’infanterie composée de compagnons de jeux au village de Préobrajenskoïé.
- 1687 : Cette unité est renommée Régiment Semionovsky et régiment Préobrajensky ;
- 1695-1696 : Le Régiment est engagé dans la Campagne d’Azov ;
- 1698 : Le Régiment est formé par trois bataillons ;
- 1700-1721 : Participe à la Grande Guerre du Nord et plus particulièrement aux batailles de Narva, Noteburg, Lesnaya, Poltava, Vyborg (en) ;
- 1700 : Après la bataille de Narva, renommé Régiment de la Garde Semionovsky ;
- 1704 : Participa à la prise de la forteresse de Narva et d’Ivangorod ;
- 1705 : Participa à la prise de Mitau ;
- 1709 : Prend part à la bataille de Poltava ;
- 1710 : Engagé dans la bataille de Vyborg ;
- 1711: Au cours de la Guerre russo-turque de 1710-1711, S’illustre au cours de la bataille du Prout ;
- 1713 : Il s’illustra lors de la bataille de Friedrichstadt ;
- 1714: Prend part à la Bataille de Gangut ;
- 1722: Le Régiment Préobrajensky est engagé dans le conflit opposant la Russie à la Perse ;
- 1737 : Participa au siège et à la prise de la forteresse d’Otchakov ;
- 1737-1739 : Il s’illustre lors de la Guerre russo-turque ;
- 1739 : Engagé dans le siège et la prise de la forteresse Kothyn ;
- 1742 : Engagé dans la Guerre russo-suédoise ;
- 1787-1792 : Participe à la Guerre russo-turque ;
- 1805 : Les 1er et 2e bataillons du Régiment Semionovsky quittent Saint-Pétersbourg pour l’Autriche, le détachement Tsarévitch de la Garde Impériale de Russie fut impliqué dans la bataille dite des Trois Empereurs, le 7 avril 1806, le régiment regagna sa caserne à Saint-Pétersbourg ;
- 1807 : Le 24 mai, la totalité du régiment quitte Saint-Pétersbourg pour se rendre en Prusse où le 5 juin, à Guttstadt  puis à Altenkirchen, il combattit les troupes du maréchal Ney puis à Altenkirchen. Le 14 juin 1807, à Friedland, le régiment engagea le combat contre les troupes de Napoléon Ier, en août, le régiment fut de retour à Saint-Pétersbourg ;
- 1812 : En mars 1812, le Régiment Semionvskiki se rendit dans la ville lituanienne de Vilna, il fut incorporé dans la 1re Armée de l’Ouest placée sous le commandement du très controversé Michel Barclay de Tolly ;
- 1813 :  Sous le commandement du général Tormassov, nommé de façon temporaire, commandant suprême de l’Armée impériale de Russie après le décès du feld-maréchal Koutouzov, ce Régiment d’infanterie de la Garde traversa le fleuve Niémen. Le 2 avril, en présence d’Alexandre Ier et du roi de Prusse Frédéric-Guillaume II, il fait une entrée triomphale dans Dresde. Le détachement Tsarévitch combat les troupes françaises à  Lützen, les 20 mai et 21 mai 1813, il fut engagé dans la bataille de Bautzen. À Kulm, la grande bravoure démontré par le régiment au cours de la bataille amena la reconnaissance de l’empereur d’Autriche François Ier, afin d’honorer le détachement de la Garde, le monarque autrichien ordonna la construction d’un monument dédié au régiment Semionovsky. Son inauguration eut lieu le 17 septembre 1835 en présence de Nicolas Ier de Russie, Ferdinand Ier d’Autriche et du roi de Prusse Frédéric-Guillaume III. Sur ce monument honorant les héroïques soldats du détachement du Régiment Semionovsky furent inscrits les noms des officiers de la Garde impériale morts au combat[2]. À Leipzig, le régiment fut placé en réserve.
- 1814 : le 13 janvier, en présence de l’empereur Alexandre Ier, à Bâle, le régiment traverse le Rhin puis sous le commandement du feld-maréchal Barclay de Tolly fut stationné à Langres. Comme régiment de réserve, il fut engagé dans toutes les batailles de la Campagne de France (1814). Le 31 mars 1814, il entra dans Paris. Le Régiment Semionvski part pour la Normandie et, le 15 juin embarque à Cherbourg. Le 12 août, il fait son entrée à Saint-Pétersbourg. À cette occasion, Alexandre Ier ordonne la construction d’un arc de triomphe en son honneur, en récompense des excellents services rendus par le Régiment Semionovsky entre 1812 et 1814.
- 1820 : Après l’acte de mutinerie perpétré par le Régiment Semionovsky, Alexandre Ier ordonna sa dissolution : les officiers et les soldats de rangs subalternes furent transférés dans différents régiments de l’Armée impériale. En 1823, le nouveau Régiment Semionovsky fut reformé avec d’autres unités de la Garde impériale[2] ;
- 1828 : Lors de la déclaration de guerre de la Russie à la Turquie, les 1er et 2e bataillons du Régiment Semionovsky quittent leur casernement de Saint-Pétersbourg. En août, en présence du grand-duc Michel, il traverse le Danube pour se rendre sur le théâtre des opérations militaires. Il s’illustre au siège et à la prise de Varna ;
- 1831 : Les 1er et 3e bataillons du Régiment Semionovsky furent impliqués dans la répression menée contre les insurgés polonais, le 8 septembre, il s’illustra lors de la prise de Varsovie ;
- 1849 : Le Régiment Semionovsky part en campagne militaire en Hongrie ;
- 1863-1864 : fait à nouveau partie des troupes chargées de mater la deuxième insurrection polonaise ;
- 1876 : Le Régiment Semionovsky fut réorganisé, quatre bataillons composèrent désormais ce régiment, des fusiliers composèrent le 4e Bataillon ;
- 1877 : Formation de quatre bataillons de réserve ;
- 1877-1878 : participe à la Guerre russo-turque ;
- 1878 : Dissolution du quatrième Bataillon de réserve ;
- 1905 : À Moscou, il prend part à la répression menée lors du soulèvement de décembre 1905 ;
- 1914-1917 : S’illustre au cours de la Première Guerre mondiale sur le front sud-ouest, la 1re Division de l’infanterie de la Garde du bataillon de réserve resté à Petrograd prit part à la révolution de février 1917 ;
- 1918 : De retour du front le régiment fut dissous ;
- 1919 : Le régiment rejoint l’armée de volontaires du général Nikolaï Nikolaïevitch Ioudenitch.

## Uniformes

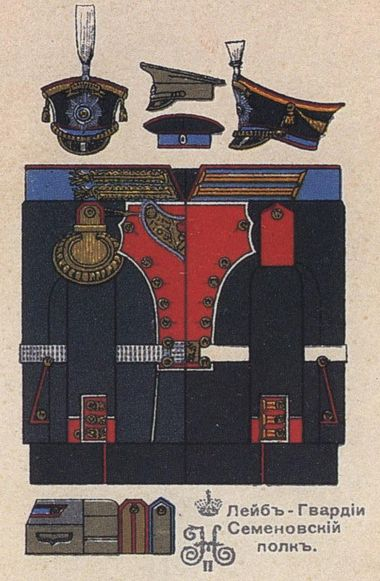
Uniforme de cérémonie du Régiment Semionovsky en 1910

En 1721, les Régiments Préobrajensky et Semionovsky furent dotés d’uniformes de couleur verte avec des revers rouge, seuls les tours de cou furent différents, rouge pour le Régiment Préobrajensky, bleu pour le Régiment Semionovsky. 
Pour l’uniforme 

## Honneurs et récompenses
- Les couleurs de l’ordre impérial et militaire de Saint-Georges furent décernées au Régiment Semionovsky « Pour ses prouesses manifestées lors de la bataille de Kulm le 17 août 1813 » En outre, il reçut le ruban de l’ordre de Saint-André.
- Un hausse-col ou gorgerin d’argent avec l’inscription 19 novembre 1700 fut décerné aux officiers du Régiment Semionovsky afin de commémorer la bataille de Narva[2].
- Un insigne porté en broche sur les chapeaux puis sur les casquettes avec l’inscription Pour Tashkinen le 19 décembre 1877 fut décerné au Régiment Semionovsky en récompense de son héroïsme au cours de la Guerre russo-turque de 1877-1878[11].
- Pour leur héroïque comportement au cours de la bataille de Varna (1700), les Régiments Préobrajensky et Semionovsky reçurent des bas rouges, il symbolisait leur attitude au combat (du sang jusqu’au genoux).

## Commandants et personnalités du régiment

### Les commandants d’honneur
- 1705-10 décembre 1730 : Feld-maréchal et prince Mikhaïl Mikhaïlovitch Golitsyne ;
- 14 décembre 1730-17 octobre 1740 : Impératrice Anne Ire de Russie ;
- 10 novembre 1740-25 novembre 1741 : Empereur Ivan VI de Russie ;
- 25 novembre 1741-25 décembre 1761 : Impératrice Élisabeth Ire de Russie ;
- 25 décembre 1761-28 juin 1762 : Empereur Pierre III de Russie ;
- 28 juin 1762-6 novembre 1796 : Impératrice Catherine II de Russie ;
- 7 novembre 1796 : Empereur Paul Ier de Russie ;
- 7 novembre 1796-11 mars 1801 : Tsarévitch Alexandre Pavlvotich de Russie ;
- 12 mars 1801-19 novembre 1825 : Empereur Alexandre Ier de Russie ;
- 14 décembre 1825-18 février 1855 :  Empereur Nicolas Ier de Russie ;
- 19 février 1855-1er mars 1881 : Empereur Alexandre II de Russie ;
- 2 mars 1881-21 octobre 1894 : Empereur Alexandre III de Russie ;
- 2 novembre 1894-4 mars 1917 : Empereur Nicolas II de Russie.

### Les commandants

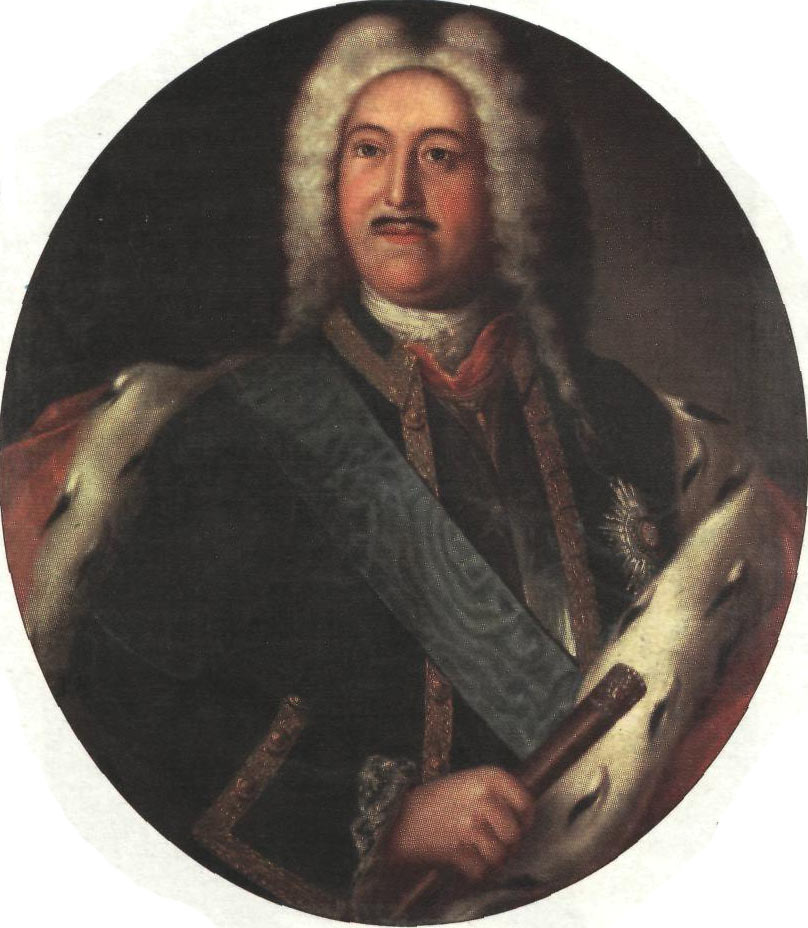
Prince Mikhaïl Mikhaïlovitch Golitzyne

- 1692-1693 : colonel Alexandre Vilmovitch Scharf ;
- 1693-1696 : colonel Ivan Ivanovitch Chambers ;
- 1696-1699 : Ivan Ivanovitch Angler ;
- 1699-19 novembre 1700 : colonel Pavel Vassilievitch Kouningam ;
- 1700-1702 : colonel Fiodor Matveevitch Apraxine ;
- Octobre 1702-1705 : colonel prince Mikhaïl Mikhaïlovitch Golitsyne ;
- 1706-1709 : colonel Boris Ivanovitch Kourakine ;
- 1708-1709 : major, puis major-général Ivan Ilitch Dmitriev-Mamonov ;
- 1709- grand prince Mikhaïl Ivanovitch Volkonski ;
- 1709-1717 : colonel, major-général et prince Piotr Mikhaïlovitch Golitsyne ;
- 1717-1719 : Colonel et prince Vladimir Nikititch Prozorovski ;
- 1720-1726 : Colonel et major-général Mikhaïl Iakovlevitch Volkov ;
- 1726- : major puis lieutenant-général, le prince Alexeï Ivanovitch Chakhovskoï ;
- 1726-1730 : Stepan Andreïevitch Chepelev ;
- 4 avril 1730-1734 : Adjudant-général commandant en chef Andreï Ivanovitch Outchakov ;
- 1734-1737 : feld-maréchal Stepan Fiodorovitch Apraxine ;
- 1737-1745 : Nikolaï Ivanovitch Strechnev ;
- 14 février 1740-1er novembre 1740 : duc Anton Ulrich von Brunswick-Lüneburg ;
- 1745-1748 : colonel et comte Ivan Mikhaïlovitch Iefimovski ;
- 1748-1750 : Ivan Stepanovitch Maïkov ;
- 1750-1755 : colonel et major-général Nikita Fiodorovitch Sokovnine ;
- 1755-1758 : major Andreï Ivanovitch Veliaminov-Zernov ;
- 1758-juin 1763 : Colonel (28 juin 1762), général en chef, feld-maréchal et comte Alexandre Ivanovitch Chouvalov ;
- 1760-1761 : Maksim Dmitrievitch Vyndomski ;
- 1762-1763 : Lioubin Arsenievitch Tchelichtchev ;
- 1763-1775 : Major et prince Matveï Alexeïevitch Gagarine ;
- 1765-1766 : Colonel Fiodor Ivanovitch Vadkovski ;
- 1767-22 septembre 1769 : Général en chef et comte James Bruce (1732-1791) (ru) (Iakov Alexandrovitch Bruce) ;
- 1er janvier 1770-1775 : major-général Ievgeni Petrovitch Kachkine ;
- 28 février 1775-1778 : major-général et prince Vassili Vassilievitch Dolgoroukov ;
- 28 septembre 1778-1784 : major-général puis lieutenant-général Vassili Ivanovitch Levachov ;
- 21 novembre 1784-1787 : adjudant-général et commandant en chef, le comte Nikolaï Ivanovitch Saltykov ;
- juin 1789-1796 : Alexandre Mikhaïlovitch Rimski-Korsakov ;
- 1796-1797 : major-général Ardalion Alexandrovitch Tarsoukov ;
- 5 juillet 1797-1799 : général d’infanterie Vassili Ivanovitch Levachov ;
- 1798-13 août 1799 : major-général Vassili Alexandrovitch Nedobrov ;
- 15 août 1799-27 juin 1807 : major-général Leonti Ivanovitch Depreradovitch ;
- 20 août 1807-19 décembre 1809 : major-général Nikolaï Ivanovitch Verderevski ;
- 1809 : colonel Nil Ivanovitch Chevnine (temporaire) ;
- 19 décembre 1809-16 décembre 1812 : colonel Karl Antonovitch Kridner ;
- 16 décembre 1812-9 avril 1820 : major-général puis adjudant-général, le prince Iakov Alexeïeitch Potiomkine ;
- 9 avril 1820-2 novembre 1820 : Grigori Iefimovitch Schwarz ;
- 24 janvier 1821-30 juin 1821 : Ivan Fiodorovitch Oudom ;
- 22 juillet 1823-10 mars 1832 : colonel, major-général puis adujdant-général Sergueï Pavlovitch Chipov ;
- 22 mars 1832-25 octobre 1842 : Major-général Alexeï Maksimovitch Rebinder ;
- 27 octobre 1842-11 avril 1848 : Major-général Pavel Petrovitch Liprandi ;
- 11 avril 1849-27 décembre 1852 : Major-général Magnus Alexandre Ludwig von Güldenstubbe (Alexandre Ivanovitch Gildenchtubbe) ;
- 9 avril 1853-12 novembre 1860 : Adjudant-général, major-général, le baron Rodrig Grigorievitch Bistrom ;
- 12 novembre 1860-27 novembre 1864 : Major-général Karl André von Dehn ;
- 24 novembre 1864-9 septembre 1867 : major-général et comte Pavel Andreïevitch Chouvalov ;
- 9 septembre 1867-17 avril 1874 : major-général et prince Nikolaï Ivanovitch Sviatopolk-Mirski ;
- 17 avril 1874-23 octobre 1877 : major-général Albrekt Sebastian von Etter (Sebastian Pavlovitch Etter) ;
- 24 octobre 1877-7 avril 1879 : major-général et baron George Ramsay (Georgi Edouardovitch Ramzaï) ;
- 7 avril 1879-27 janvier 1882 : major-général et Comte Vladimir Petrovitch Kleinmichel ;
- 17 février 1882-8 décembre 1890 : major-général Alexandre Ilitch Panteleev ;
- 9 décembre 1890-2 septembre 1899 : major-général Vladimir Vassilievitch Penski ;
- 13 septembre 1899-20 octobre 1904 : major-général et baron Karl Friedrich August Fiodorovitch Langof ;
- 5 décembre 1904-13 août 1906 : Colonel, adjudant puis major-général Georgi Alexandrovitch Mine ;
- 22 août 1906-13 juillet 1907 : Général Vladimir Alexandrovitch Schilder ;
- 13 juillet 1907-21 décembre 1908 : Major-général Alexandre Alexandrovitch Zourov ;
- 21 décembre 1908-26 mars 1910 : Major-général Ilia Iakovlevitch Koulnev ;
- 26 mars 1910-22 novembre 1913 : Major-général Ievgeni Fiodorovitch Novitski ;
- 22 novembre 1913-22 août 1915 : major-général Ivan Sebastianovitch Etter ;
- 22 août 1915-10 mai 1916 : général Sergueï Ivanovitch Sovaj ;
- 17 mai 1916-29 avril 1915 : major-général Pavel Edouardovitch Tillo ;
- 29 mai 1917-décembre 1917 : colonel Alexandre Vladimirovitch Popov.

### Personnalités célèbres ayant servi dans le Régiment Semionovsky

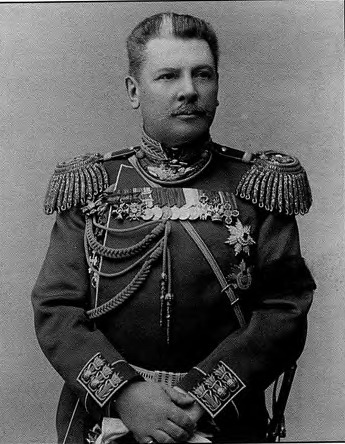
Major-général Georgi Alexandrovitch Mine.

- Mikhaïl Pavlovitch Bestoujev-Rioumine :  (1801-1826), décembriste, l’une des figures majeures de la Société du Sud ;
- Nikolaï Soulyma ;
- Piotr Fiodorovitch Weinmarn : (1795-1846), lieutenant-général, membre de l’Académie militaire Nicolas ;
- Ivan Mikhaïlovitch Dolgoroukov : (1764-1823), poète, dramaturge, acteur et mémorialiste amateur ;
- Dmitri Vassilievitch Diagilev : (1773-1823), poète, artiste et musicien, arrière-grand-père de Serge de Diaghilev ;
- Abraham Mikhaïlovitch Dragomirov : (1868-1955), général durant la Première Guerre mondiale, membre du Mouvement blanc, président de l’Ordre de Saint-Nicolas le Thaumaturge ;
- Semion Grigorievitch Krasnokoutski : (1787-1840), major-général, décembriste, membre de la Société du Sud ;
- Alexeï Alexandrovitch von Lampe : (1885-1967), major-général, membre du Mouvement blanc, Président de l’Union générale des Combattants russes (ROVS) créée en 1924 par les émigrés issus de l’Armée blanche ;
- Ernest Lavrentievitch Levstrem : (1865-1937), major-général, général d’infanterie de l’Armée finlandaise ;
- Nikolaï Nikolaïevitch Mazovski : (1756-1807), major-général, chef du Régiment de la Garde Pavlovski, mort héroïquement à la bataille de Friedland ;
- Pavel Fiodorovitch Maltits : directeur de l’Académie des Arts ;
- Nikolaï Antonovitch Makhotine : (1830-1903), général russe, participant à la Guerre de Crimée, éducateur et administrateur militaire ;

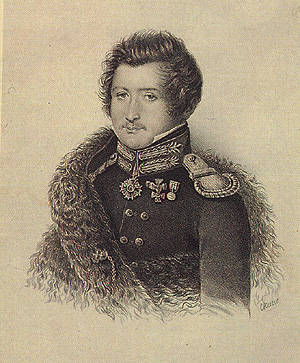
Sergueï Ivanovitch Mouraviov-Apostol

- Sergueï Ivanovitch Mouraviov-Apostol : (1796-1826), décembriste, exécuté à la forteresse Pierre et Paul ;
- Sergueï Vassilievitch Nepeïtsine : Major-général, héros de la guerre patriotique de 1812 ;
- Fiodor Sergueïevitch Panioutine : (?-1865), adjudant-général, gouverneur militaire de Varsovie, membre du Conseil d’État ;
- Pavel Sergueïevitch Pouchtchine : conseiller d’État, ami d’Alexandre Pouchkine ;
- Nikolaï Nikolaïevitch Skvortsov : (1827-1895), commissaire principal de la gestion du Ministère de la Guerre, général d’infanterie ;
- Alexandre Vassilievitch Souvorov : (1729-1800), généralissime ;
- Kouzma Petrovitch Troubnikov : (1888-1974), chef militaire soviétique, participant de la Grande Guerre patriotique ;
- Mikhaïl Nikolaïevitch Toukhatchevski : (1893-1937), maréchal soviétique, sous le prétexte de trahison avec les nazis, il fut exécuté le 12 juin 1937 ;
- Piotr Iakovlevitch Tchaadaev : (1794-1856), philosophe et écrivain russe, ami d’Alexandre Pouchkine, petit-fils de Mikhaïl Mikhaïlovitch Chtcherbatov ;
- Edouard Vladimirovitch Eck : général d’infanterie russe.

### Pertes lors de la Première Guerre mondiale, la guerre civile russe et la Terreur rouge
Les membres de la famille impériale en service dans les régiments de la Garde impériale ne sont pas comptabilisés dans le nombre d’officiers tués au cours ces périodes de guerre.
- 31 officiers du Régiment de la Garde Semionovsky furent tués sur le Front de l’Est au cours de la Première Guerre mondiale.
- 38 officiers furent tués où décédèrent des suites de leurs blessures ou de maladies diverses au cours de la guerre civile russe (1917-1922).
- 24 officiers furent assassinés au cours de la Terreur rouge[12].

### Association du Régiment Semionovsky
En 1920, des officiers exilés ayant appartenu au Régiment Semionovsky créèrent à Belgrade l’Association du Régiment Semionovsky. À cette époque, 121 membres la composait. Le lieutenant-général Ivan Sebastianovitch Etter présida cette association, son vice-président fut le colonel Alexandre Vladimirovitch Popov. D’autres officiers siégèrent à la tête de l’association comme le major-général A.A. von Lampe exilé en Yougoslavie, le capitaine N.A Klimenko (exilé aux États-Unis), le capitaine G.G. Siunnerberg, le capitaine D.N. Schmemann en fut le secrétaire, le capitaine N.N. Gonetski, le Trésorier. 
En 1939, son nombre s’élevait à 89 adhérents (25 exilés en France dont 16 à Paris). Entre 1949 et 1951, 55 personnes continuèrent à faire vivre cette association (10 à Paris - 2 aux États-Unis). En 1958, le nombre d’adhérents était tombé à 36 (dont 7 à Paris).